# Manfréd Weiss
Manfréd Weiss (Weiss Manfréd; Pest, 11 aprile 1857 – Budapest, 25 dicembre 1922) è stato un imprenditore ungherese, fondatore e proprietario della Weiss Manfréd Acél- és Fémművek.
Intelligente e dotato, dopo gli studi e un periodo passato in Germania, fu capace di creare quasi dal nulla uno dei più grandi centri industriali pesanti dell'Impero austro-ungarico, coinvolto in diversificate attività economiche. La voce più importante divenne, comunque, la fabbricazione di articoli militari, specie di munizioni di ogni tipo. Nominato barone al momento della dissoluzione della duplice monarchia, tentò il suicidio quando il soviet ungherese nazionalizzò brevemente la sua creatura. Morì tre anni più tardi di ictus.

## Biografia

### Gioventù
Manfréd Weiss nacque l'11 aprile 1857 a Pest, nell'Impero austriaco, da una famiglia ebraica originaria della Boemia, ultimo di sei figli: il padre Adolf (1807-1877) era un commerciante di prodotti agricoli e la madre, Éva Kanitz, apparteneva alla nobiltà di Buda. Il trasferimento nella città ungherese era avvenuto sullo scorcio del XVIII secolo quando, a seguito di un'ondata di pogrom antisemiti, il nonno paterno di Manfréd (Baruch Weiss) era emigrato e vi aveva aperto una piccola officina per la produzione di tubi. Il giovane Manfréd crebbe in un ambiente agiato e poté studiare presso un istituto tecnico economico, quindi si spostò ad Amburgo e vi visse alcuni mesi, acquisendo una preziosa esperienza commerciale; rientrato nell'Impero austro-ungarico, ventenne fu subito coinvolto nelle attività economiche della famiglia Weiss, diversificate tra compravendita agricola e costruzione di mulini. Egli entrò nella piccola ditta avviata dal fratello Berthold nel 1882, che si occupava di conserve alimentari e che fece presto fortuna grazie alle commesse per l'Imperiale e regio esercito. I due Weiss espansero gli ambiti dell'azienda e, nel 1892-93, riuscirono a far entrare in funzione una fabbrica di munizioni sulla periferica isola Csepel, dove poi trasferirono tutti gli uffici, gli impianti e le attività prima locate a Budapest. Nel frattempo i primi grandi guadagni avevano permesso loro di contribuire all'istituzione della Magyar Ipar-és Kereskedelmi Bank (1890) e di cofinanziare la Magyar Textilipar Rt., ubicata a Rózsahegy; il 50% della proprietà di quest'ultima era dei fratelli Weiss.

### Grande industriale
Manfréd Weiss e suo fratello continuarono a curare e ampliare la loro impresa fino al 1896, quando Berthold imboccò la carriera politica e sedette al Parlamento ungherese: in base alle leggi allora vigenti, egli dovette liquidare le sue azioni presso la ditta, poiché una simile occupazione implicava stretti rapporti con il governo ed era incompatibile con i suoi nuovi impegni pubblici. Manfréd Weiss, dunque, riorganizzò l'intera attività come Weiss Manfréd Acél- és Fémművek ("Fabbriche siderurgiche Weiss Manfréd") e si dedicò con grandissima energia a farne uno dei più grandi poli metalmeccanici dell'Impero austro-ungarico. Egli riuscì a equipaggiare le fabbriche con i ritrovati più moderni, come altoforni, collaudatori di resilienza, forni Martin-Siemens; si rese anche indipendente per la produzione di rame e consolidò i rapporti con le forze armate, alle quali forniva soprattutto munizioni d'ogni tipo, cucine da campo, gavette e altro materiale logistico. Imprenditore dinamico e competitivo, riuscì a stringere accordi riservatii con gli stabilimenti siderurgici di Witkowitz (gli unici, nei confini imperiali, più estesi della sua azienda) per una ripartizione vantaggiosa di commesse e guadagni. Parallelamente al potenziamento della sua creatura, Weiss investì denaro in proprietà immobiliari e terreni: ad esempio acquistò quello che oggi è l'Újlipótváros, un quartiere del XIII Distretto di Budapest, e nel 1915 comperò il Castello Károlyi nel comune di Derekegyház.
Animato anche da filantropia, si preoccupò di garantire un ambiente di lavoro salubre e avanzato, per gli standard dell'epoca: l'isola di Csepel, infatti, aveva cominciato rapidamente a popolarsi con la crescita esponenziale dell'azienda. Weiss finanziò la costruzione di un asilo nido, che si occupava dei bambini delle operaie, di una grande mensa proletaria con una capacità di 1 000 pasti giornalieri e di un ostello dei lavoratori: nel 1910 la ditta aveva ormai 5 000 dipendenti e si estendeva su 60 acri di terreno, regolarmente acquistato dall'instancabile capitalista, che fondò persino una scuola pubblica e un secondo asilo per gli abitanti dell'isola non assunti nelle sue fabbriche. Quello stesso anno fu inaugurata pure un'avanzata clinica ostetrica, al servizio del proletariato così come della popolazione di Budapest, che offriva consulenze e corsi di formazione per infermiere. Weiss mantenne infine una certa presenza nel settore primario, partecipando alla progettazione di un moderno mulino a cilindri a cavallo tra i due secoli e acquistando una raffineria di zucchero a Kecskemét, seguita da alcune industrie tessili.
I sorprendenti e ripetuti successi valsero a Weiss la nomina dapprima a membro del consiglio d'amministrazione della Magyar Ipar-és Kereskedelmi Bank (a Pest) e poi della Confederazione degli imprenditori e industriali ungheresi. Il 16 agosto 1896 l'imperatore Francesco Giuseppe I d'Austria lo investì della dignità nobiliare con il predicativo Csepeli ("di Csepel") e, nel 1901, fu decorato con la Croce di Commendatore dell'Ordine imperiale di Francesco Giuseppe per i successi economici e militari.

### La prima guerra mondiale e la morte
Al 1914 la Weiss Manfréd Acél- és Fémművek era un gigante metalmeccanico, che dava lavoro a 10 000 persone e rappresentava il più importante fornitore delle forze armate austro-ungariche. Weiss, peraltro, si aspettava una guerra generale in Europa e l'inizio del primo conflitto mondiale non lo trovò impreparato; anzi, escogitò uno scaglionamento degli orari lavorativi per incrementare la produzione e arricchì di macchinari moderni i suoi impianti: il 1917 fu l'anno di punta sia per produttività che per introiti. Potenziò inoltre l'apparato assistenziale per gli operai con l'apertura, nel 1916, di un ospedale di fabbrica per gli incidenti sul lavoro, oltretutto fruibile anche dai non dipendenti. Allo stesso modo dispose che la mensa fosse aperta a tutti i bisognosi, man mano che le condizioni interne dell'Impero austro-ungarico peggioravano. Il 16 novembre 1918, appena pochi giorno dopo il crollo totale degli Imperi centrali, il sovrano Carlo I d'Austria conferì a Weiss e alla sua famiglia il titolo aristocratico di barone, motivato dalla produzione e distribuzione di grandi quantità di munizioni durante le ostilità.
Quello stesso giorno fu proclamata la Repubblica Democratica di Ungheria che, tuttavia, fu presto preda di disordini interni infine sfociati nel marzo 1919 in una rivoluzione bolscevica, dalla quale nacque la Repubblica Sovietica Ungherese. Il nuovo direttivo comunista nazionalizzò nell'arco di poco la Weiss Manfréd Acél- és Fémművek e il suo fondatore, sconvolto dall'atto, ingerì una dose di veleno; fu salvato all'ultimo momento da alcuni dei suoi dipendenti, che lo portarono nell'ospedale annesso agli impianti. Poche settimane dopo si scatenò l'intervento antibolscevico della Romania, che arrivò a occupare Budapest. Le industrie di Csepel furono saccheggiate, la produzione precipitò e il personale, che già era calato a 6 000 unità, cadde a poche centinaia. Gli avvenimenti e il tentato suicidio ebbero un forte impatto su Weiss, caduto in depressione e affiancato dai due figli nell'opera di riattivazione della ditta. Egli si pose progressivamente in disparte e morì a Budapest di ictus il 25 dicembre 1922, all'età di 65 anni.

## Famiglia

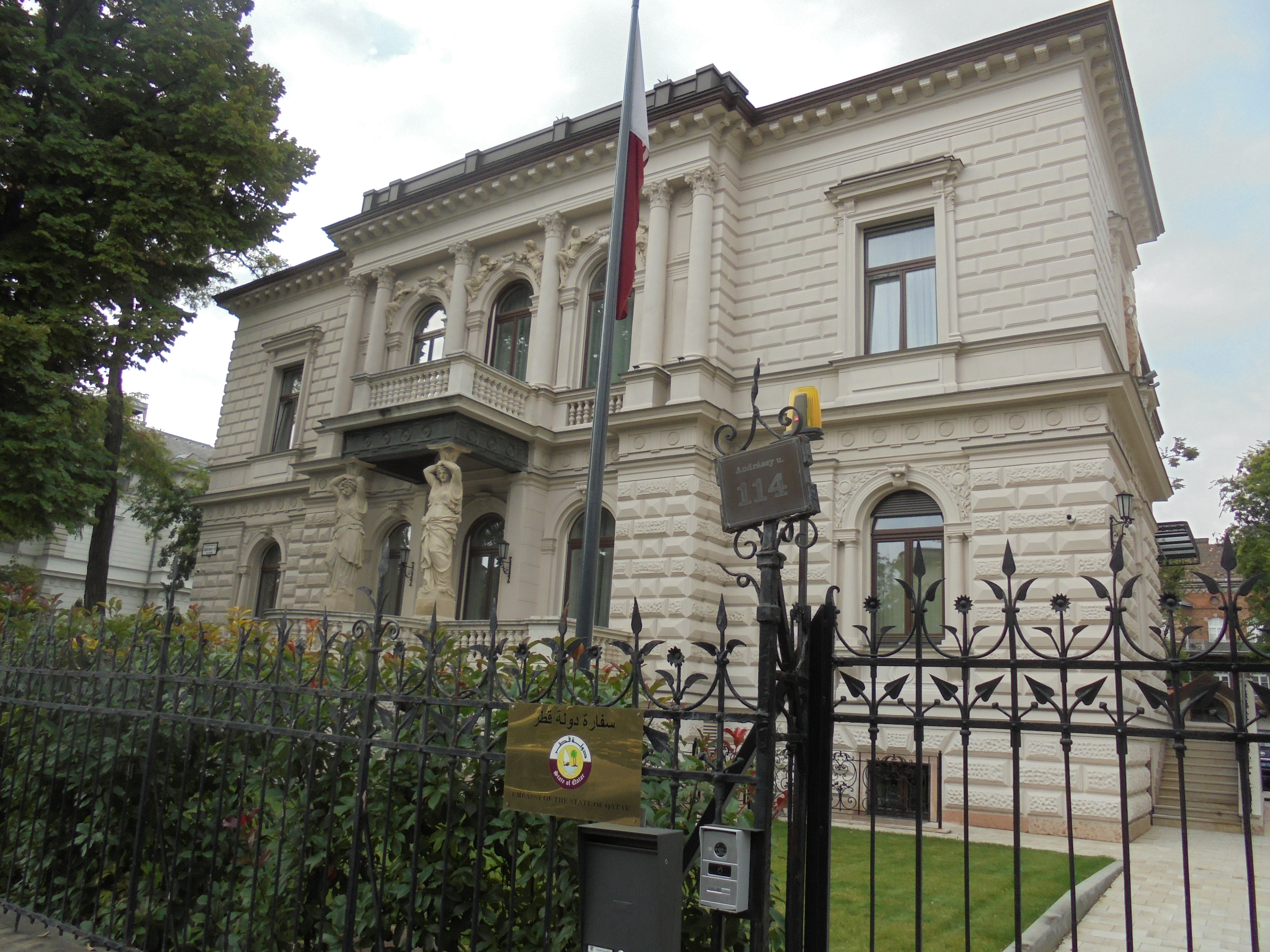
Villa Weiss al 114 di Andrássy út, odierna sede dell'ambasciata del Qatar in Ungheria.

Weiss sposò Alice Wahl, figlia di un magnate delle ferrovie originario di Vienna, che poteva vantare dei cavalieri tra i propri antenati. La coppia ebbe sei tra figli e figlie: Elza, Edith, Marianne, Daisy, Alfons e Jenő. La famiglia viveva lungo l'elegante Andrássy út, uno dei viali residenziali di Budapest. Weiss e la moglie furono genitori severi e schedularono con precisione gli orari di studio e di svago della numerosa prole (ingegneria per i figli maschi, cosicché avrebbero potuto affiancare validamente il padre); Weiss, inoltre, teneva una volta a settimana delle "notti musicali", durante le quali egli suonava il violino con l'accompagnamento di sua moglie al pianoforte. Sembra che questa curiosa abitudine fosse, in parte, conseguenza dell'insonnia di cui l'imprenditore soffriva. Nel gennaio 1904 Alice Wahl morì di anemia e Weiss le dedicò, nel 1910, la clinica ostetrica.